# 万福寺 (世田谷区)
万福寺（まんぷくじ）は、東京都世田谷区にある浄土真宗本願寺派の寺院。「烏山寺町」を構成する26の寺院の1つである。

## 概要
1475年（文明7年）に開山された。開山・開基ともに不詳である。元々は京都に位置していたが、江戸時代初期の了信のときに、同宗派の西本願寺が創建した浜町御坊（後の築地本願寺）の寺中に入った。その後昭和初期までは、築地本願寺とともに歴史を歩んだ。
1923年（大正12年）の関東大震災に罹災したため、1928年（昭和3年）に築地本願寺から分かれて現在地に移転した。

## 交通アクセス
- 千歳烏山駅より徒歩16分。